# Пищевик (футбольный клуб, Ленинград)
«Пищевик» — советский футбольный клуб из Ленинграда. Основан не позднее 1922 года.
Единственный раз принял участие в чемпионате СССР в 1946 году, заняв последнее 13-е место в восточной подгруппе второй группы.
Полуфиналист Кубка Ленинграда 1945 года.
Клубная команда «Пищевика» в 1946 году стала чемпионом города.

## Известные тренеры
- Лемешев, Константин Иванович

## Известные игроки
- Бутусов, Павел Павлович